# Фингерборд (скейтбординг)
Фингерборд (англ. fingerboard < finger «палец» + board «доска») — уменьшенная копия (в масштабе примерно 1 к 8) скейтборда, предназначенная для катания на пальцах и выполнения трюков, идентичных скейтборду, дома.

## История появления
Существует несколько версий появления фингерборда. Ниже приведена наиболее распространенная:
В конце 1970-х годов Robert Lance Mountain изобрел новое развлечение Fingerboard. В 1985 году Lance Mountain написал статью «Как сделать фингер-скейтборд» в журнале TransWorld’s SKATEboarding, что и дало старт новому популярному хобби. Конечно, первые фингерборды сильно отличались от нынешних. Сейчас такие фингеры называют олд-скульными («old-school», дословно «старая школа») — они имеют большое сходство с первыми фингербордами.
А сам фингербординг (англ. fingerboarding) начался в 1998 году в Калифорнии. Утверждается, что появлению на свет первой миниатюрной доски поспособствовала плохая погода. Юный скейтер из Калифорнии — Стивен Эшер (Steven Asher), вынужденный остаться дома из-за дождя, смастерил маленькое подобие скейтборда, сделал из подручных материалов подвески, колёса и даже нанёс на свой фингер-скейтборд графику. Катался он на нём указательным и средним пальцами и делал те же трюки, что и на настоящем.
Питер Эшер, отец Стивена, был ветераном игрушечной индустрии на тот момент. Идея сына ему понравилась, так как скейтбординг уже набрал популярность в США, и такое развлечение могло прийти по душе калифорнийским подросткам. Так появились фингерборды Tech Deck
Начиная с 1990-х годов крупные производители осознали потенциал этой продукции и начали крупное производство. Компания прошла долгий путь с дождливого калифорнийского дня до нынешних дней, когда продано уже более 50 миллионов фингербордов Tech Deck по всему миру.

## Детали и принадлежности фингерборда

### Дека (deck)
Как было сказано выше, доска может быть разных форм и размеров.
Также доски фингербордов разделяют по материалу: пластиковые (TechDeck, My Area, Sbego) — используют новички, но лучше всего выбирать деревянные доски с хорошим конкейвом (канавкой), так как они лучше приспособлены для выполнения трюковых элементов.
Размеры досок бывают разные: ширина от 25-100 мм, а длина от 85-105 мм.
На данный момент существует очень большое количество фирм, изготавливающих деревянные доски для фингерборда

## Траки (trucks)
Подвеска, в свою очередь, состоит из нескольких деталей:
- Платформа подвески (base).
- Кингпин — основной болт есть стандартный, который вкручивается в базу(kingpin) , а также есть винтовой кингпин (invert kingpin) , который вставляется в подвеску.
- Амортизаторы (bushings) — бывают разной плотности: твердые, средние и мягкие.
- Прокладки для подвески (pivot caps)
- Болты и гайки (nuts, screws).

На данный момент существует несколько размеров подвесок: 26 мм, 29 мм, 32 мм, 34 мм (любой размер может быть удлинен втулками (спейсерами).
Наиболее популярная фирмы которые производят подвески: Blackriver Trucks, Yellowood, Dynamic, Пользуются популярностью усовершенствованные в ширине (с 29 до 32 миллиметров) подвески Tech Deck лонги.

### Колёса (wheels)
Колёса фингерборда могут быть выполнены из пластика или полиуретана; во многих моделях колёса имеют подшипники.
- Пластиковые колёса фингерборда создают достаточно громкие щелчки при катании и могут треснуть при сильном ударе.
- Полиуретановые колёса более мягкие, меньше шумят при катании. Наличие внутри подшипника уменьшает трение и люфт. Также при катании чувствуется разница между пластиковыми и полиуретановыми колесами.

Фирмы по производству колес для фингерборда : Winkler wheels ,  Oak wheels , Joycult wheels , Goth wheels

### Шкурка (tape)
Существует два вида шкурки для фингерборда:
1. Риптэйп (riptape) — неопрен; часто встречается с деревянными комплитами и отдельно; резиновая поверхность мягкая на ощупь, даёт хорошее сцепление с пальцами (легко рвутся различные мягкие риптэйпы; риптэйпы вроде FBS, Blackriver живут намного дольше своих мягких собратьев); часто используется профессионалами.
2. Гриптэйп (griptape) — наждачная бумага; чаще встречается с пластиковыми комплитами; даёт большую схожесть со скейтбордом, не очень удобен в использовании, при частом катании натирается кожа пальцев и ногти, трудно рвется, долго стирается.

### Фингерпарки (fingerparks)
Фингерпарки это различные приспособления для выполнения на них трюков.
- Рампы — полукруглые фигуры: катание происходит методом вылета и вкатывания (BlackRiver, Turbo, Tech Deck).
- Стрит фигуры — ступени, перила, столы, скамейки и другие уличные препятствия (BlackRiver, Turbo, Tech Deck).
- Парк фигуры — халфпайпы, квотерпайпы, фанбоксы, разгонки, биг эйры, плазы (BlackRiver, MyArea, Turbo, Tech Deck).
- Пул или бассейн: бывает как пластиковым так и бетонным.
- Бетонные фигуры — автоблоки, конкриты, кикеры, боксы и многие другие стритовые

Со многими парками идут в комплекте фингерборды (Tech Deck, My Area, Sbego) и остальные бюджетные наборы. У BlackRiver, и других более авторитетных компаний, предлагающих деревянные (а не пластиковые) фигуры, комплитов в наборах не имеют.